# 大根堂
26°05′25″N 119°18′51″E / 26.090354°N 119.314067°E

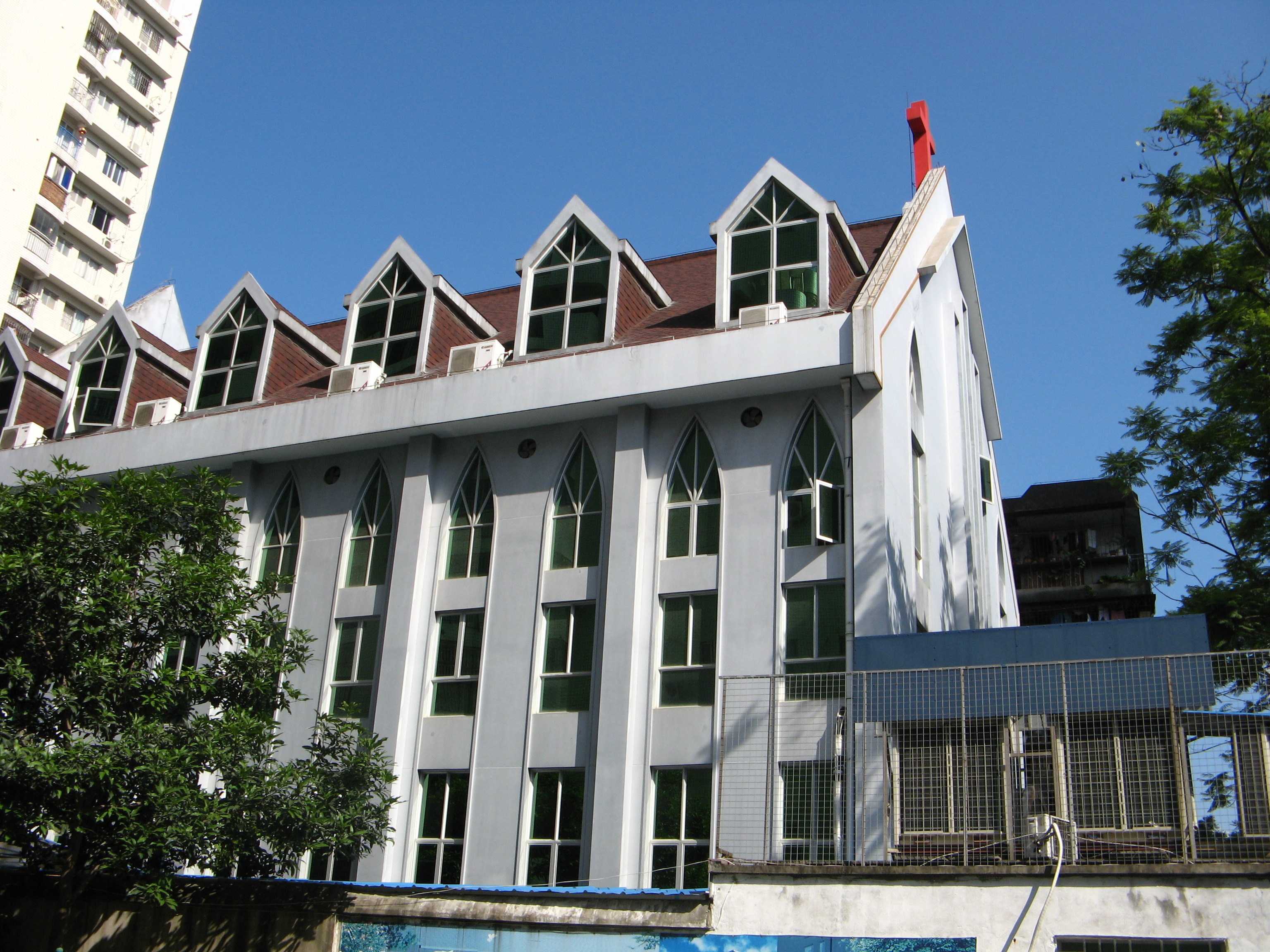
大根堂

大根堂原名大墙根教堂，是真耶稣教会在福州建立的中心教堂，创建于1928年，位于城内（鼓楼区）大墙根（大根路）15号。
1923年，真耶稣教会创始人之一张巴拿巴来福州传道，有105人受洗，于是成立福州真耶稣教会，按立金复生、郭多马为长老，钱亚伯、陈道生、陈马利亚等为执事。1928年，福州信徒集资在城内大根路建造福州第一座真耶稣教会的教堂。此后，福州成为真耶稣教会向海内外宣道的中心，先后向台湾、东南亚地区传扬福音。
1979年，福州真耶稣教会在花巷堂恢复聚会，现大根堂已重新开放。1994年有信徒1700人。